# Telomerina beringiensis
Telomerina beringiensis är en tvåvingeart som beskrevs av Marshall 1987. Telomerina beringiensis ingår i släktet Telomerina och familjen hoppflugor. Inga underarter finns listade i Catalogue of Life.